# Karate (EP)
Karate é o extended play (EP) de estréia da cantora e compositora inglesa Anne-Marie. Ele foi lançado em 10 de julho de 2015, através da Major Tom's e Asilum Records. O EP, bem como seus singles, não conseguiram um bom desempenho nos charts mundiais.

## Composição
Karate é um extended play com estilo R&B que incorpora elementos do eletro-grime, eletronic, e soul.

## Singles
"Karate", faixa título do EP, foi lançado como single em 13 de Maio de 2015.
"Gemini" foi lançado como o segundo single do EP em 24 de junho de 2015.

## Recepção crítica
Pierre Bayet do High Clouds chamou o EP de "brilhante".

## Lista de faixas
Lista de faixas adaptadas a partir do iTunes. Os créditos com compositores e produtores foi revelado no dia do anúncio do EP.
| N.º            | Título                        | Compositor(es)                                          | Produtor(es)   | Duração |  |
| 1.             | "Karate"                      | Anne-Marie Rose Nicholson Laura Dockrill Bradford Ellis | Bradford Ellis | 03:25   |  |
| 2.             | "Gemini"                      | Nicholson Dockrill Benjamin Ash                         | Two Inch Punch | 03:31   |  |
| 3.             | "Stole"                       | Nicholson Dockrill Joshua Peter Record                  | Record         | 03:53   |  |
| 4.             | "Stole" (Chole Martini Remix) | Nicholson Dockrill Record                               | Record         | 04:49   |  |
| Duração total: | Duração total:                | Duração total:                                          | Duração total: | 15:48   |  |

## Histórico de lançamento
| Região | Data de lançamento  | Formato          | Ref.   |
| ------ | ------------------- | ---------------- | ------ |
| Mundo  | 10 de julho de 2015 | CD               | [ 12 ] |
| Mundo  | 10 de julho de 2015 | Download digital | [ 13 ] |
| Mundo  | 10 de julho de 2015 | Streaming        | [ 14 ] |